# Lijeva Luka
Lijeva Luka – wieś w Chorwacji, w żupanii sisacko-moslawińskiej, w gminie Martinska Ves. W 2011 roku liczyła 233 mieszkańców.